# Marco Campos
Marco Campos est un pilote brésilien né le 24 février 1976 à São Paulo (Brésil) et mort le 17 octobre 1995 à Paris des suites d'un accident survenu lors du Grand Prix de France de F3000 1995. 
Il est le frère de Julio Campos qui a remporté le championnat de Formule Skip Barber en 2001. Ce dernier court désormais en Stock Car brésilien.

## Biographie

### Début de carrière
Il est très tôt repéré pour être l'un des pilotes les plus doué d'Amérique du Sud. Il remporte en effet deux titres de champion panaméricain de karting, devant des pilotes comme Tarso Marques ou Ricardo Zonta. C'est d'ailleurs un ami personnel de Tarso Marques. 
La suite de sa carrière est plus compliquée : en 1994, il intègre le championnat européen de formule Opel qu'il remporte dès sa première année. 
Il est repéré par Willi Weber (le manager des frères Schumacher) qui lui propose une place d'équipier dans l'équipe de Ralf, mais alors que tout semble lui sourire ses sponsors le lâchent. Il disputera donc la saison 1995 avec le Team Draco. 
Il réussit pourtant à entrer dans les points à Enna Pergusa malgré une voiture pas très performante. 

### L'accident fatal
La saison se termine en 1995 par le grand prix de France disputé à Magny-Cours. C'est le dernier grand prix avec les F3000 non mono-marque et la course promet d'avoir un certain intérêt. 
Dans le dernier tour de la course, alors qu'il se bagarre avec la monoplace de Thomas Biagi, sa monoplace heurte la roue arrière de l'auto de Biagi au freinage d’Adélaïde et s'envole à près de 280 km/h. La voiture glisse le long du rail à l'endroit, puis percute sur l'arceau de sécurité le revers du mur en béton, ce qui écrase la tête du pilote contre le muret. Puis la voiture traverse la piste et après un dernier saut s'imobilise dans le bac à graviers de l'épingle. 
Lorsque les commissaires de piste interviennent, il n'y a déjà plus rien à faire pour l'infortuné pilote. En effet, Campos a la nuque brisée mais surtout il est atteint de lésions irréversibles. Héliporté à l'Hôpital Lariboisière, il est plongé dans un coma profond, son décès est prononcé le 17 octobre 1995 au matin. Il avait 19 ans. 